# Sarlósszárnyú guán
A sarlósszárnyú guán (Chamaepetes goudotii) a madarak osztályának tyúkalakúak (Galliformes) rendjébe és a hokkófélék (Cracidae) családjába tartozó faj.

## Rendszerezése
A fajt René Primevère Lesson francia ornitológus írta le 1828-ban, az Ortalida nembe Ortalida Goudotii  néven.

## Alfajai
- Chamaepetes goudotii fagani Chubb, 1917
- Chamaepetes goudotii goudotii (Lesson, 1828)
- Chamaepetes goudotii rufiventris (Tschudi, 1843)
- Chamaepetes goudotii sanctaemarthae Chapman, 1912
- Chamaepetes goudotii tschudii Taczanowski, 1886[2]

## Előfordulása
Az Andok hegységben, Bolívia, Ecuador, Kolumbia és Peru területén honos. Természetes élőhelyei a szubtrópusi és trópusi hegyi esőerdők, valamint ültetvények és egykori leromlott erdők. Állandó, nem vonuló faj.

## Megjelenése
Testhossza 50–65 centiméter, testtömege 550–800 gramm.

## Életmódja
Főleg gyümölcsökkel táplálkozik, de magvakat és virágokat is fogyaszt.

## Természetvédelmi helyzete
Az elterjedési területe rendkívül nagy, egyedszáma ugyan csökken, de még nem éri el a kritikus szintet. A Természetvédelmi Világszövetség Vörös listáján nem fenyegetett fajként szerepel.

## Külső hivatkozások
- Képek az interneten a fajról
- Internet Bird Collection - videók a fajról
- Xeno-canto.org - a faj hangja